# Arjona (Bolívar)
Pour les articles homonymes, voir Arjona (homonymie).
Arjona est une municipalité située dans le département de Bolívar, en Colombie.

## Personnalités liées à la municipalité
- José Quintana (1989-) : joueur de baseball né à Arjona.